# خط الحاشية
خط الحاشية أو طول الحاشية هو الخط الذي يتشكل من الحافة السفلية للثوب، مثل التنورة أو الفستان أو المعطف، ويُقاس بعده عن الأرضية.

## طالع المزيد
- خط العنق
- خط الصدر